# Source Saint Martial
La source Saint Martial est une source française située à Saint-Martin-le-Redon dans le Lot région Midi-Pyrénées

## Histoire
C'est une source d'eau minérale à faible débit, elle est connue depuis le  Moyen Âge pour ses vertus dermatologiques. Commercialisée au XXe siècle, elle fut même servie par la compagnie générale transatlantique. 

## Exploitation commerciale
Attention, le lieu actuel de la source Saint Martial (source du Coustalou) se trouve dans le bâtiment usine proche du village. Elle n'est pas accessible au grand  public. Le lieu de captage permettant une exploitation industrielle  pour la fabrication  des sodas ou des eaux de biberons est la source Jean Tassou, située 300 mètres en amont en direction de  l'ancienne minière (l'eau de Jean  Tassou n'est qu'une  eau de source et n'a pas de propriété dermatologique).